# مصطلح الحرب الباردة
الحرب الباردة هي حالة نزاع بين الدول لا تحتوي على عمل عسكري مباشر، ولكن تتم متابعتها في المقام الأول من خلال الإجراءات الاقتصادية والسياسية أو الدعاية أو أعمال التجسس أو الحروب بالوكالة التي يشنها الوكلاء. يستخدم هذا المصطلح بشكل شائع للإشارة إلى الحرب الباردة الأمريكية السوفيتية 1947-1991. الوكلاء هم عادة الدول التي هي دول تابعة للدول المتصارعة، أي الدول المتحالفة معها أو الواقعة تحت نفوذها السياسي. غالبًا ما يقدم المعارضون في الحرب الباردة مساعدات اقتصادية أو عسكرية، مثل الأسلحة أو الدعم التكتيكي أو المستشارين العسكريين إلى الدول الأقل انخراطًا في صراعات مع الدولة الخصم.

## نشأة المصطلح
نادرًا ما استخدم مصطلح «الحرب الباردة» قبل 1945. وينسب بعض الكتاب إلى الإسباني دون خوان مانويل من القرن الرابع عشر لاستخدامه المصطلح (بالإسبانية) لأول مرة فيما يتعلق بالصراع بين المسيحية والإسلام. لكن المصطلح المستخدم كان «فاترًا» وليس «باردًا». ظهرت كلمة بارد لأول مرة في ترجمة خاطئة لعمله في القرن التاسع عشر.
في سنة 1934 تم استخدام المصطلح للإشارة إلى معالج الإيمان الذي تلقى العلاج الطبي بعد أن عضته ثعبان. وأشار تقرير الصحيفة إلى اقتراح الطاقم الطبي بأن الإيمان لعب دورًا في بقائه على أنه «هدنة في حرب باردة بين العلم والدين».
فيما يتعلق بالتطبيق المعاصر للنزاع بين الدول القومية، ظهرت العبارة لأول مرة باللغة الإنجليزية في افتتاحية مجهولة نشرت في مجلة ذا نيشن في مارس 1938 بعنوان «حرب هتلر الباردة».  ثم تم استخدام العبارة بشكل متقطع في الصحف طوال صيف 1939 لوصف التوتر العصبي وشبح تكديس الأسلحة والتجنيد الجماعي السائد في القارة الأوروبية (خاصة في بولندا) عشية الحرب العالمية الثانية. وُصفت بأنها إما «حرب باردة» أو «سلام ساخن» حيث كانت الجيوش تتكدس في العديد من البلدان الأوروبية. استخدم غراهام هوتون المحرر المشارك في ذي إيكونوميست المصطلح في مقال له نُشر في طبعة أغسطس 1939 من ذا أتلانتيك (إسمها حاليا هو ذا أتلانتيك). والمقال بعنوان «السلام التالي» شرح فيه مفهوم الحرب الباردة ربما أكثر من أي استحضار باللغة الإنجليزية لهذا المصطلح حتى تلك النقطة، وحصل على رد فعل متعاطف واحد على الأقل في عمود صحفي لاحق. (مقال هوتون غير متاح حاليًا على الإنترنت). ادعى البولنديون أن هذه الفترة تضمنت استفزازًا من خلال حوادث مصطنعة. كما تم التكهن بأن تكتيكات الحرب الباردة من قبل الألمان يمكن أن تضعف مقاومة بولندا للغزو.
أثناء الحرب تم استخدام المصطلح أيضًا بطرق أقل ديمومة، على سبيل المثال لوصف احتمالية حرب الشتاء، أو في أعمدة الرأي التي تشجع السياسيين الأمريكيين على إجراء تقييم بهدوء قبل اتخاذ قرار بالانضمام إلى الحرب أم لا.
في نهاية الحرب العالمية الثانية استخدم جورج أورويل المصطلح في مقال بعنوان «أنت والقنبلة الذرية» نُشر في 19 أكتوبر 1945 في مجلة تريبيون البريطانية. وبينما كان يفكر في عالم يعيش في ظل تهديد الحرب النووية، حذر من سلام لا سلام، والذي أسماه حرب باردة دائمة. أشار أورويل مباشرة إلى تلك الحرب باعتبارها المواجهة الأيديولوجية بين الاتحاد السوفيتي والقوى الغربية. علاوة على ذلك في The Observer بتاريخ 10 مارس 1946 كتب أورويل أنه: بعد مؤتمر موسكو في ديسمبر الماضي بدأت روسيا في شن حرب باردة على بريطانيا وإمبراطوريتها.
التعريف الذي تم اعتماده الآن هو الحرب التي تشن من خلال صراع غير مباشر. يُعزى الاستخدام الأول للمصطلح بهذا المعنى لوصف التوترات الجيوسياسية التي أعقبت الحرب العالمية الثانية بين الاتحاد السوفيتي والدول التابعة له والولايات المتحدة وحلفائها في أوروبا الغربية (التي كانت عمليًا دول تابعة للولايات المتحدة) إلى برنارد باروخ ممول أمريكي ومستشار رئاسي. ففي ساوث كارولينا يوم 16 أبريل 1947 وفي لقاء مع الصحفي هربرت بايارد سوب قال فيه: «دعونا لا ننخدع: نحن اليوم في خضم حرب باردة». فتناول كاتب العمود والتر ليبمان هذا المصطلح ليتداول بقوة مع كتابه «الحرب الباردة (1947)».
يستخدم مصطلح الحرب الساخنة أحيانًا لوصف النقيض من ذلك، ولكنه ظل نادرًا في أدبيات النظرية العسكرية.

## توترات وصفت بأنها حرب باردة
في الحرب الباردة بين الولايات المتحدة والاتحاد السوفيتي (1947-1991)، سبقتها عدد من التوترات العالمية والإقليمية وصفت بالحرب الباردة.

### اللعبة الكبرى
وصفت اللعبة الكبرى وهي مواجهة استعمارية حدثت بين الإمبراطوريتين البريطانية والروسية في القرن التاسع عشر في آسيا بأنها حرب باردة، على الرغم من أن هذا كان محل خلاف.

### الحرب الباردة الثانية
الحرب الباردة الثانية هو مصطلح يصف فترة ما بعد الحرب الباردة للتوترات السياسية والعسكرية بين الولايات المتحدة وروسيا و / أو الصين.

### الشرق الأوسط
ابتكر مالكولم هوبر كير مصطلح «الحرب الباردة العربية» للإشارة إلى الصراع السياسي داخل العالم العربي بين الجمهوريات الناصرية التي تدافع عن الاشتراكية والوحدة والقومية العربية بقيادة مصر عبد الناصر ضد الملكيات التقليدية التي تقودها المملكة العربية السعودية.

عضو المجلس الأطلسي بلال صعب، والكاتب في موقع About.com بريموز مانفريدا والعالم الإيراني سيد حسين موسويان، والباحث بجامعة برنستون سينا توسي والصحفية كيم غطاس والصحفي في فورين بوليسي يوشي دريزن سلطان بركات الباحث بمعهد بروكينغز والصحفي في نيوزويك جوناثان برودر استخدموا جميعًا مصطلح «الحرب الباردة» للإشارة إلى التوترات بين المملكة العربية السعودية وإيران. في فبراير 2016 رفض الأستاذ في جامعة أصفهان علي عميدي الافتراضات القائلة بأن الصراع بين إيران والسعودية سوف يزداد توتراً.

### جنوب آسيا
المعلق إحسان أحراري الكاتب بروس ريدل المعلق السياسي سانجايا بارو والأكاديمي في جامعة برينستون ضياء ميان استخدموا جميعًا مصطلح «الحرب الباردة» منذ 2002 للإشارة إلى التوترات القديمة بين الهند وباكستان اللتين كانتا جزءًا من الهند البريطانية حتى تقسيمها سنة 1947.

### شرق اسيا
استخدم كلا من الأكاديمي في كلية الدراسات العليا البحرية إدوارد أولسن، والسياسي البريطاني ديفيد ألتون والأستاذ بجامعة يورك هيون أوك بارك، والأستاذ بجامعة جنوب كاليفورنيا ديفيد سي كانغ المصطلح للإشارة إلى التوترات بين كوريا الشمالية وكوريا الجنوبية والتي تم تقسيمها بعد نهاية الحرب العالمية الثانية سنة 1945. وأطلقوا عليها «الحرب الباردة الكورية». في أغسطس 2019 قالت حكومة كوريا الشمالية إن زيادة التعاون العسكري بين الولايات المتحدة وكوريا الجنوبية من شأنه أن يدفع كوريا الشمالية إلى إشعال حرب باردة جديدة في شبه الجزيرة الكورية وفي المنطقة.
وكذلك استخدم المتحدث باسم وزارة الدفاع الصينية جينج يانشنغ والمحرر الدبلوماسي شانون تيزي وكاتب العمود في صحيفة الغارديان سيمون تيسدال المصطلح للإشارة إلى التوترات بين الصين واليابان.

### الصين والاتحاد السوفيتي
استخدم الكاتب البريطاني إدوارد كرانكشو المصطلح للإشارة أيضًا إلى العلاقة بين الصين والاتحاد السوفيتي بعد الانقسام الصيني السوفياتي. كما جرت حروب تجسس بين الاتحاد السوفياتي وجمهورية الصين الشعبية.

### الصين والهند
واستخدم عمران علي ساندانو من جامعة السند وأروب شاترجي من كلية جيندال للقانون الدولي والصحفي برتيل لينتنر وآخرون مصطلحات مثل «الحرب الباردة الجديدة» للإشارة إلى التوترات المتزايدة بين الصين والهند.